# Edifici Gas Natural
L'Edifici Gas Natural, també anomenat Torre Marenostrum, està situat al carrer del Doctor Aiguader, paral·lel a la Ronda del Litoral, a l'anomenada plaça del Gas de la Barceloneta. És la seu corporativa de Naturgy, abans Gas Natural.

## Història
El 1999 va tenir lloc el concurs d'arquitectes, guanyat pel projecte d'Enric Miralles i Benedetta Tagliabue (EMBT Arquitectes Associats). Va ser inaugurat el 24 de gener de 2008.
Aquell mateix any, el MoMA va adquirir-ne la maqueta, i va quedar finalista del WAF World Architecture Festival i els premis FAD d'Arquitectura i Interiorisme.

## Descripció
Està format per dos cossos units: d'una banda, la torre que a la vegada es bifurca en dos volums diferents (el més alt, de 20 plantes, 85 m). I, per l'altra, l'edifici horitzontal que segueix la mateixa direcció i alçada que els edificis pròxims situats a la Ronda Litoral. Entre els dos elements, se situa un pas que travessa el complex. Finalment, un altre volum de cinc plantes uneix les dues parts.
El revestiment és de vidre reflectant, format per peces de diferents mides i tons de color i amb un tractament especial que fa que deformi subtilment les imatges amb una intenció mimètica de l'entorn.
L'edifici intenta conjugar-se amb les construccions de l'entorn de petita escala però també ser una referència destacada de la silueta urbana barcelonina. D'aquesta manera, la verticalitat de la torre d'oficines es contraposa a l'entrada i al volum horitzontal que arrelen l'edifici a terra.